# Crossleyia xanthophrys
Crossleyia xanthophrys là một loài chim trong họ Bernieridae.